# Mesechites mansoanus
Mesechites mansoanus är en oleanderväxtart som först beskrevs av A. Dc., och fick sitt nu gällande namn av R. E. Woodson. Mesechites mansoanus ingår i släktet Mesechites och familjen oleanderväxter. Inga underarter finns listade i Catalogue of Life.